# هيرا
كانت  هيرا في مجمع الآلهة، وفي جبل أوليمبوس بحسب الأساطير الإغريقية، زوجة زيوس وأخته، وربة الزواج، وقد امتازت شخصيتها بكونها ملكية ومهيبة.

## أصولها
في العصور التاريخية، اعترف غالبية اليونانيين بهيرا على أنها زوجة زيوس. كان زيوس حامي الحقوق والأعراف، وأصبحت شريكته هيرا حامية للزواج القانوني وحقوق المرأة المتزوجة. جاءت هيرا على هيئة شكل من أشكال «إلهة القصر الموكيانية» وأصبحت زوجة زيوس. يقترح العلماء المعاصرون أن هيرا ليست فقط إلهة السماء، بل قد يتم التعرف عليها كإلهة السماء والأرض لدى بعض الجماعات الدينية. ماتزال القصص عنها وعن علاقتها بحيوانها المقدس، البقرة، موجودة في العصور التاريخية. ربما تكون مرتبطة بأشكال إلهة البقر في الشرق الأدنى مثل حتحور أو بات. يتم التعرف أحيانًا على إلهة الأرض اليونانية غايا على أنها هيرا أيضًا. قد تكون غايا مرتبطة بإلهة الأرض في الفترة الفيدية بريثفي، التي كانت مرتبطة صورتها أيضًا بالبقرة.

### اليونان الموكيانية
يُظهر نقش مكتوب بالنظام الخطي ب على لوح تم العثور عليه في مدينة بيلوس جملة «إلى زيوس-هيرا-دريميوس» (دريميوس هو ابن زيوس). كانت هيرا إلهة الوصاية لأرغوس ومن المحتمل أن يكون لها أصل من اليونان الموكيانية. اقترح مارتن بي نيلسون أن هيرا هي أساسًا «أرغي»، وهو اسم أطلقه هوميروس لوصفها بأنها ليست يونانية، بل إلهة أرغيف. وهي تُعرف بأنها حامية القلعة. في الأدب، يُطلق على آرغوس اسم «دوما هيراس» (منزل هيرا) ويُدعى الأرغيف باسم شعبها من قِبَل بندار. يستخدم هوميروس في الإلياذة توصيف «السيدة هيرا صاحبة عيون البقرة» «باليونانية: بوبيس بونيتا هيرا» والذي ربما يربطها بشكل من أشكال إلهة الطبيعة في منطقة المتوسط. يظهر لقب «بوبيس» أيضًا على نقش مكتوب بالنظام الخطي ب. لاحظ والتر بوركرت أنه من الصعب تأكيد أن لقب «بوبيس» يتوافق مع أي لقب يوناني آخر. ومع ذلك، من الممكن أن تكون هيرا قد تم تصويرها على شكل بقرة عند الطوائف القديمة.

### زوجة زيوس
يتم ذكر هيرا بصفتها زوجة زيوس وتم الاحتفال «بزواجهما المقدس» في العديد من الأعياد اليونانية في أكثر من مصدر من نصوص العصور القديمة. ذكر هوميروس في وقت مبكر أسطورة هيرا قبل زواجها من زيوس. من الممكن أن تعود أصول الأسطورة إلى عادة قديمة مارسها سكان الدولة الأوروبية، وهي الجماع قبل الزواج للزوجين المخطوبين. وفقًا لوالتر بوركرت، أصبحت «إلهة الطبيعة في منطقة المتوسط» عروس إله السماء اليوناني. يلاحظ أيضًا أن «اختفاء هيرا وعودتها من جديد له علاقة مع طوائف الخصوبة الأخرى». كانت هيرا في الأصل إلهة الخصوبة في عيد «تونيا» في ساموس وفي كنوسوس في جزيرة كريت. في ساموس، تم إخفاء صورة هيرا بين أشجار الصفصاف وحاول العديد البحث عنها. في كنوسوس، يتم عقد قران زيوس مع إلهة الأرض (التي سميت أخيرًا هيرا) ضمن طقوس قديمة جدًا. في عيد دايدالا في بلاتايا، يم ذكر قصة لمشاجرة بين هيرا وزيوس ثم مصالحتهما.

## علاقتها بزيوس
اشتُهرت هيرا بالمُشاغبة والغيرة على زوجها زيوس مُتعدد العلاقات النسائية، وبلغ من مشاغباتها حدا جعل زيوس يُعلقها من معصميها بقيد ذهبي بين الأرض والسماء، ورغم ضجة الآلهة بالشكوى، خصوصاً أشقاءها الآلهة الكبار بوسيدون إله البحر، وهادس إله العالم السفلي وملك مملكة الموتى، إلا أن الوحيد الذي أمكنه فك القيد هو ولدها الذي كانت تخجل منه لعاهته الجسدية وبشاعة خلقته هيفيستوس إله النار والحدادة.

## علاقتها بباقي الأرباب
أذاقت هيرا زوجات زيوس الويل مثل ليتو أم أبوللو وآرتيميس والتي طاردتها في كل أنحاء الأرض لتمنعها من وضع ولديها التوأم، الإلهين القواسين، أبوللو إله الشمس، ورب الشعر وكمال الرجولة الإغريقية، وآرتميس ربة الصيد الإلهة العذراء.
وحاولت ما وسعها الكيد لأولاد زيوس الآخرين مثل باخوس وهرقل، غير أن زيوس كان يتدخل لإنقاذهم منها كُل مرة.

## دورها في الحروب
اشتركت في حرب طروادة مع بقية الآلهة، وكانت في صف الإغريق ومعها أثينا ربة الحكمة.

## دورها في الأساطير
كما كان لها دور كبير جداً في الأساطير اليونانية القديمة، وقلما تخلو الأساطير من ذكرها، إذ كانت تُعبد مع زوجها زيوس كما كانت تُعبد وحدها، وكانت تلجأ إليها النساء وقت شدتهن، خصوصا وقت الولادة، كما كانت مُرشدة بحارة السفينة الأسطورية آرجوس azzx.

## قصَّة رمزها الطَّاووس
يُعد طائر الطاووس رمزها، وقيل أن العملاق ذا المائة عين كان يتبعها، فلما قُتل نثرت عيونه المائة على ريش الطاووس.